# Kevin Hill (snowboarder)
Kevin Hill (Chilliwack, 22 giugno 1986) è un ex snowboarder canadese.

## Biografia
In Coppa del Mondo ha esordito il 12 febbraio 2009 a Cypress (23ª).
Nel 2014 debutta ai Giochi olimpici invernali a Sochi, in Russia, terminando ottavo nello snowboard cross.
Nel 2018 ha preso parte ai XXIII Giochi olimpici invernali a Pyeongchang venendo eliminato ai quarti di finale e concludendo in quattordicesima posizione nella gara di snowboard cross.

## Palmarès

### Mondiali
- 1 medaglia:
  - 1 argento (snowboard cross a Kreischberg 2015)
  - 1 bronzo (snowboard cross a squadre Sierra Nevada 2017)

### Coppa del Mondo
- Miglior piazzamento nella Coppa del Mondo di snowboard cross: 4º nel 2015
- 5 podi:
  - 1 secondo posto
  - 4 terzi posti